# Force India VJM04
La Force India VJM04 è una vettura di Formula 1 con la quale la scuderia anglo-indiana affronta il campionato mondiale 2011. Viene presentata l'8 febbraio 2011 on-line. I piloti sono, oltre al confermato Adrian Sutil, l'esordiente britannico Paul di Resta. Il britannico nel 2010 ha vinto il DTM, e nel corso della stagione 2010 ha spesso guidato per il team indiano nelle prove libere del venerdì.

## Livrea
La livrea è quella tradizionale del team indiano, coi colori del proprio Paese.

## Piloti
- Adrian Sutil - n.14
- Paul Di Resta - n.15
- Nico Hülkenberg - Collaudatore

## Stagione 2011

### Test
Nei primi test, svolti sul Circuito Ricardo Tormo di Valencia la scuderia presenta ancora la vettura dello scorso anno, guidata da Nico Hülkenberg, poi sostituito da Paul di Resta e Adrian Sutil.
L'esordio della vettura avviene il 10 febbraio presso il Circuito di Jerez con Adrian Sutil alla guida, che ottiene il settimo tempo di giornata. Il pilota tedesco ha testato la vettura anche il giorno seguente, mentre il 12 e 13 febbraio è stato il turno dello scozzese di Resta. L'ultimo giorno un incidente ha danneggiato l'ala posteriore.
I test di febbraio sul Circuito di Barcellona sono stati rallentati per la mancanza di alcune parti della vettura. Il giorno seguente di Resta è stato autore di un'uscita di pista.
Nei test di marzo, svolti sempre sul circuito catalano, la vettura si è confermata con tempi da metà schieramento. Il 9 marzo la vettura ha scontato dei problemi alla pompa della benzina

### Campionato
Nella prima gara, in Australia, entrambe le vettura vanno a punti. Nella prima parte della stagione i risultati sono poco frequenti, con pochi arrivi a punti. Nella seconda fase della stagione la monoposto conquista posizioni migliori, con la migliore classifica i sesti posti di Adrian Sutil in Germania e Brasile e Paul di Resta a Singapore. La Force India chiude al sesto posto nella classifica costruttori.

## Risultati F1
| Anno | Team        | Motore                       | Gomme | Piloti     |    |    |    |     |    |    |     |    |    |    |    |    |     |   |    |    |    |   |    | Punti | Pos. |
| ---- | ----------- | ---------------------------- | ----- | ---------- | -- | -- | -- | --- | -- | -- | --- | -- | -- | -- | -- | -- | --- | - | -- | -- | -- | - | -- | ----- | ---- |
| 2011 | Force India | Mercedes-Benz FO 108Y 2.4 V8 | P     | Sutil      | 9  | 11 | 15 | 13  | 13 | 7  | Rit | 9  | 11 | 6  | 14 | 7  | Rit | 8 | 11 | 11 | 9  | 8 | 6  | 69    | 6º   |
| 2011 | Force India | Mercedes-Benz FO 108Y 2.4 V8 | P     | Di Resta   | 10 | 10 | 11 | Rit | 12 | 12 | 18  | 14 | 15 | 13 | 7  | 11 | 8   | 6 | 12 | 10 | 13 | 9 | 8  | 69    | 6º   |
| 2011 | Force India | Mercedes-Benz FO 108Y 2.4 V8 | P     | Hülkenberg | SP | SP | SP | SP  | SP |    | SP  | SP | SP | SP | SP | SP | SP  |   | SP |    |    |   | SP | 69    | 6º   |

| Legenda | 1º posto     | 2º posto | 3º posto    | A punti         | Senza punti/Non class.  | Grassetto – Pole position Corsivo – Giro più veloce |
| Legenda | Squalificato | Ritirato | Non partito | Non qualificato | Solo prove/Terzo pilota | Grassetto – Pole position Corsivo – Giro più veloce |